# Vojtěch Hruban
Vojtěch Hruban (* 29. srpna 1989 Praha) je český basketbalista. Je členem českého reprezentačního týmu a hráčem ERA Basketbal Nymburk 
V roce 2006 začínal v USK Praha, od roku 2012 až do roku 2022 hrál za tým ERA Basketbal Nymburk. A roku 2022 prestoupil do  Anglického týmu London Lions. V roce 2023 přestoupil do Týmu Cholet. Na začátku roku 2024 přestoupil do týmu Scafati téhož roku přestoupil znovu do ERA Basketbal Nymburk